# Dirk De Wolf
Dirk De Wolf (Aalst, 16 gennaio 1961) è un ex ciclista su strada e dirigente sportivo belga.
Fu professionista dal 1983 al 1994, riuscendo a vincere la Liegi-Bastogne-Liegi 1992 e l'argento ai campionati del mondo 1990 a Utsunomiya.

## Carriera
Passato professionista nel 1983, si mise subito in luce vincendo una tappa alla Parigi-Nizza. La sua prima affermazione di rilievo risale al 1986, quando nella Quattro Giorni di Dunkerque vinse una tappa e si impose nella classifica generale; nel 1989 invece si classificò secondo nella Parigi-Roubaix, battuto dal solo Jean-Marie Wampers.
Nel 1990 ottenne un clamoroso secondo posto ai mondiali su strada di Utsunomiya dietro al connazionale Rudy Dhaenens e davanti a Gianni Bugno. Nel 1991 vinse una tappa alla Tirreno-Adriatico e il Giro dell'Appennino; l'anno dopo toccò quindi l'apice della carriera conquistando la Liegi-Bastogne-Liegi 1992. Si ritirò dalle corse nel 1994.
Dal 2009 al 2012 ha ricoperto l'incarico di direttore sportivo nel team Lotto, squadra professionistica belga con licenza UCI ProTour.

## Palmarès
- 1979 (Juniores)

Campionato Provinciale Brabant, Juniores
1ª tappa, 1ª semitappa Jeugdtrofee
- 1980 (Dilettanti)

Neder-Over-Heembeek
Onze-Lieve-Vrouw-Lombeek
- 1981 (Dilettanti)

Mere
1ª tappa, 1ª semitappa Ronde van Brabant
- 1982 (Dilettanti)

Seraing-Aachen-Seraing
Baardegem
Roosdaal
Troyes-Dijon
3ª tappa Etoile du Sud (Dampremy > Silly)
Classifica generale Sealink Race
Sint-Genesius-Rode
4ª tappa Tour du Hainaut Occidental (Bailleul > Luigne)
- 1983 (Boule d'Or - Colnago - Campagnolo, una vittoria)

5ª tappa Parigi-Nizza (La Seyne-sur-Mer > Mandelieu-la-Napoule)
- 1985 (Hitachi - Splendor - Sunair, una vittoria)

Memorial Thijssen
- 1986 (Hitachi - Marc - Splendor, due vittorie)

1ª tappa Quattro Giorni di Dunkerque (Dunkerque > Saint Quentin)
Classifica generale Quattro Giorni di Dunkerque
- 1989 (Hitachi, una vittoria)

Dwars door België
- 1990 (PDM - Ultima - Concorde, due vittorie)

Druivenkoers
4ª tappa Vuelta Asturias (Llanes > Oviedo)
- 1991 (Tonton Tapis - GB, due vittorie)

6ª tappa Tirreno-Adriatico (Osimo > Monte Urano)
Giro dell'Appennino
- 1992 (Gatorade - Chateau d'Ax, due vittorie)

Liegi-Bastogne-Liegi
1ª tappa, 1ª semitappa Tre Giorni di La Panne (Harelbeke > Herzele)

### Altri successi
- 1987 (Hitachi - Marc)

Criterium di Wommelgem
- 1989 (Hitachi)

Criterium di Morselle
Kermesse di Rummen
Liefdadigheidscriterium
- 1990 (PDM - Ultima - Concorde)

Fleche de Liedekerke
Purnode-Yvoir
Criterium di Sadirac
- 1992 (Gatorade - Chateau d'Ax)

Kristallen Fiets
Criterium di Aalst

## Piazzamenti

### Grandi Giri
- Giro d'Italia

1989: non partito (12ª tappa)
1992: ritirato (15ª tappa)
- Tour de France

1986: 64º
1988: 80º
1989: 66º
1991: fuori tempo (13ª tappa)
1992: 86º
- Vuelta a España

1990: non partito (19ª tappa)

### Classiche monumento
- Milano-Sanremo

1992: 141º
1994: 135º
- Giro delle Fiandre

1986: 31º
1988: 52º
1989: 8º
1991: 11º
1992: 10º
1993: 44º
- Parigi-Roubaix

1983: 28º
1986: 20º
1988: 38º
1989: 2º
1990: 58º
1991: 27º
1992: 20º
1993: 20º
1994: 34º
- Liegi-Bastogne-Liegi

1989: 39º
1991: 10º
1992: vincitore

### Competizioni mondiali
- Campionati mondiali

Buenos Aires 1979 - In linea Juniores: 18º
Goodwood 1982 - In linea Dilettanti: 8º
Colorado Springs 1986 - In linea: 60º
Chambery 1989 - In linea: ritirato
Utsunomiya 1990 - In linea: 2º
Stoccarda 1991 - In linea: 7º
Benidorm 1992 - In linea: ritirato

## Riconoscimenti
- Kristallen Fiets del giornale Het Laatste Nieuws nel 1992